# Электронные отходы

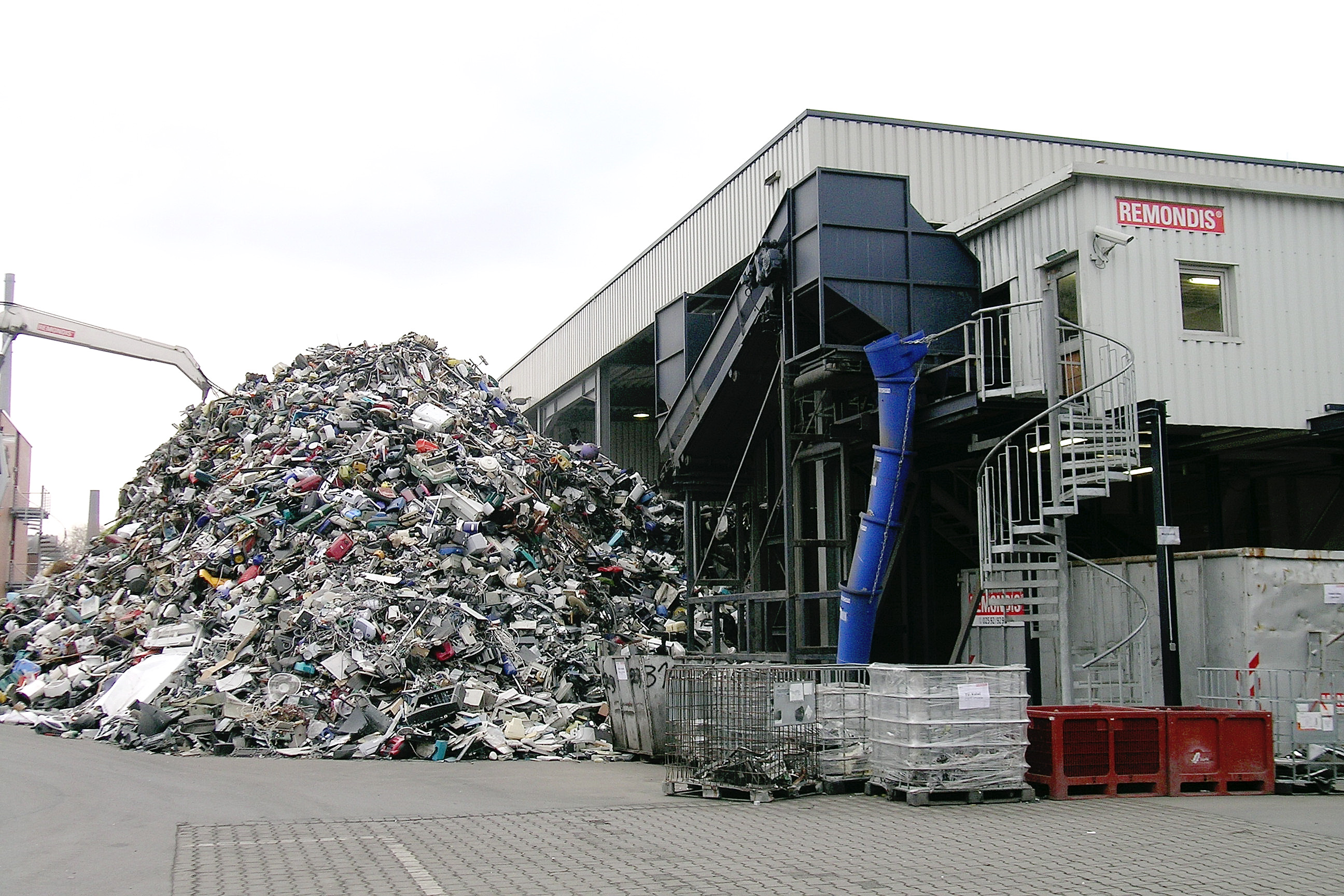

Электронные отходы (абр. WEEE, e-waste) — один из видов отходов, содержащих выброшенные электронные и прочие электрические устройства, а также их части. Электронные отходы могут иметь высокие классы опасности из-за содержащихся в них веществ, таких как свинец, ртуть, полихлорированные дифенилы, поливинилхлорид (из-за появления диоксинов при сгорании).
Вес электронных устройств, от которых ежегодно отказывается человечество, составляет около 42 млн тонн (за 2014 год).

## Определение

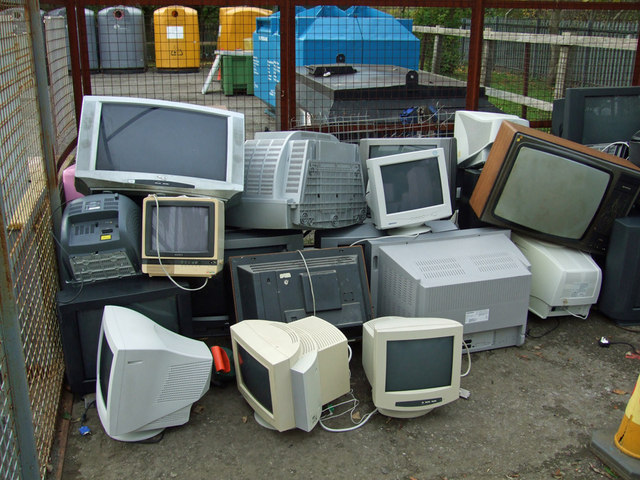
Старые телевизоры и мониторы

Электронные отходы образуются, когда электронное изделие выбрасывается по истечении срока своего полезного использования. Быстрое развитие технологий и общество, ориентированное на потребление, приводят к образованию очень большого количества электронных отходов.
В США Агентство по охране окружающей среды Соединенных Штатов (EPA) классифицирует отходы по десяти категориям:
1. Крупная бытовая техника, включая холодильные и морозильные приборы
2. Мелкая бытовая техника
3. ИТ-оборудование, включая мониторы
4. Бытовая электроника, включая телевизоры
5. Лампы и светильники
6. Игрушки
7. Инструменты
8. Медицинские устройства
9. Инструменты мониторинга и контроля
10. Автоматические дозаторы

К таким отходам относятся использованная электроника, предназначенная для повторного использования, перепродажи, переработки или утилизации, а также предметы многократного использования (рабочая и ремонтопригодная электроника) и материалы, которые можно использовать во вторичном сырье (медь, сталь, пластик или аналогичные материалы). Термин "отходы" зарезервирован для остатков или материалов, которые выбрасываются покупателем, а не перерабатываются. Так же - остатки после повторного использования или после переработки, поскольку грузы избыточной электроники часто смешиваются (исправные, пригодные для вторичной переработки и не подлежащие вторичной переработке). Некоторые сторонники государственной политики широко применяют термины "электронные отходы" и "электронный лом" ко всей избыточной электронике. Электронно-лучевые трубки (ЭЛТ) считаются одним из самых сложных типов для переработки.

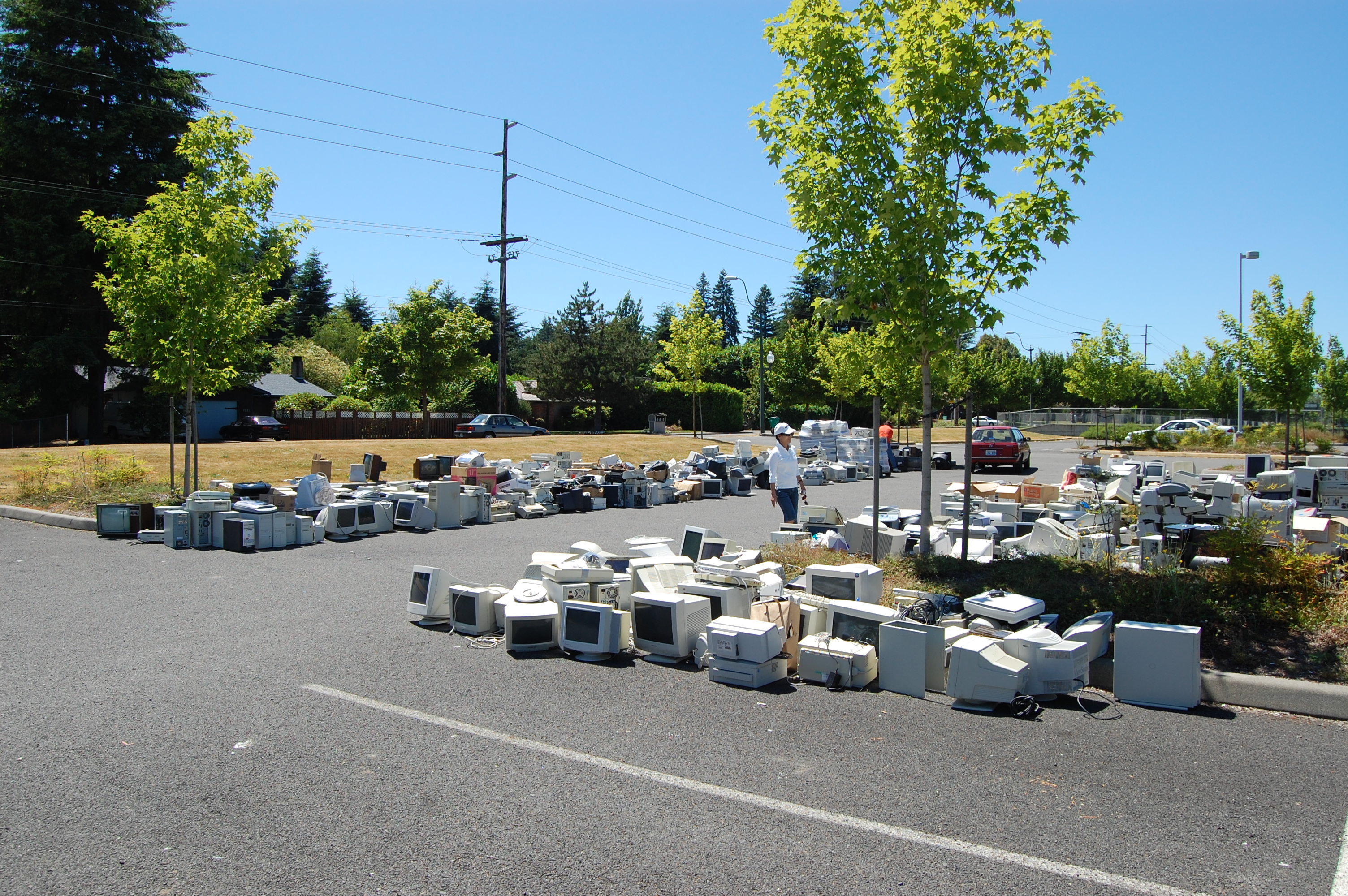
Собранные для переработки старые компьютеры возле школы в Олимпии, США

Так же используется другой набор категорий, Соглашение по измерению ICT для производителей (The Partnership on Measuring ICT for Development) разделяет электронные отходы в шести категориях:
1. Оборудование для теплообмена (кондиционеры, морозильные камеры, холодильники)
2. Экраны, мониторы (телевизоры, ноутбуки)
3. Лампы (например, светодиодные лампы)
4. Крупногабаритное оборудование (стиральные машины, электроплиты)
5. Небольшое оборудование (микроволновые печи, электробритвы)
6. Небольшое ИТ- и телекоммуникационное оборудование (например, мобильные телефоны, принтеры)

Продукты в каждой категории различаются по профилю долговечности, воздействию и методам сбора, среди прочих различий.
ЭЛТ имеют относительно высокую концентрацию свинца и фосфора, которые необходимы для вывода изображения. Агентство по охране окружающей среды Соединенных Штатов (EPA) включает выброшенные электронно-лучевые мониторы в свою категорию "опасных бытовых отходов". Эти электронно-лучевые устройства часто путают с телевизорами с задней проекцией DLP, оба из которых имеют разный процесс переработки из-за материалов, из которых они изготовлены.
В Европейском союзе его государства-члены используют систему "Европейского каталога отходов" (European Waste Catalogue - EWC) - является Директивой Европейского Совета, которая интерпретируется как "закон государства-члена". В Великобритании это оформлено в виде Директивы о перечне отходов "List of Wastes Directive". Однако перечень отходов UK (и EWC) дает широкое определение (код EWC 16 02 13*) того, что является опасными электронными отходами, требуя, чтобы "операторы отходов" использовали Правила по опасным отходам (Приложение 1A, Приложение 1B) для уточнения определения. Материалы, входящие в состав отходов, также требуют оценки с помощью комбинации Приложений II и III, что снова позволяет операторам дополнительно определять, являются ли отходы опасными.
Продолжаются споры по поводу различия между определениями электроники "товар" и "отходы". Некоторых экспортеров обвиняют в том, что они намеренно оставляют оборудование, которое трудно перерабатывать, устаревшее или не подлежащее ремонту, смешанным вместе с рабочим оборудованием (хотя это также может быть вызвано незнанием или необходимостью избежать более дорогостоящих процессов переработки). Протекционисты могут расширить определение "отработанной" электроники, чтобы защитить внутренние рынки от работающего вторичного оборудования.
Для переработки компьютеров используется достаточно много классификаций электронных отходов (рабочие и сломанные ноутбуки, настольные компьютеры и компоненты, такие как оперативная память или жесткие диски) может помочь оплатить расходы на транспортировку большего количества бесполезных деталей, чем то, что может быть достигнуто с помощью устройств отображения, которые имеют меньшую (или отрицательную) стоимость лома. В отчете за 2011 год "Оценка страны электронных отходов в Гане" (Ghana E-Waste Country Assessment) было установлено, что из 215 000 тонн электроники, импортированной в Гану, 30 % были совершенно новыми устройствами, а 70 % - использоваными. Исследование показало, что среди  использованных устройств 15 % не использовались повторно и были утилизированы или выброшены. Это контрастирует с опубликованными, но не подтвержденными утверждениями о том, что 80 % импорта в Гану сжигалось в примитивных условиях.

## Противодействие
Для противодействия значительным вредным воздействиям электронных отходов на экологическую систему ряд цивилизованных стран с одной стороны ограничивает использование в электронике различных веществ, с другой стороны — занимается организацией безопасной переработки электронных отходов с поддержкой и дополнением соответствующей законодательной базы.
Так, например Европейским Союзом принята директива RoHS, ограничивающая использование в производстве ряда веществ. В 1998 году в Швейцарии законодательно запрещено выбрасывать электронные отходы в обычный мусор, а продаваемые электронные изделия облагаются налогом на утилизацию.
Для отказа от содержащих свинец припоев разработаны и используются бессвинцовые технологии пайки.

## Законодательные рамки по электронным отходам
Европейский союз (ЕС) решил проблему электронных отходов, приняв два законодательных акта. Первая Директива об отходах электрического и электронного оборудования (Директива WEEE) вступила в силу в 2003 году. Основная цель этой директивы состояла в том, чтобы регулировать и мотивировать переработку и повторное использование электронных отходов в государствах-членах на тот момент. Он был пересмотрен в 2008 году и вступил в силу в 2014 году. Кроме того, ЕС также ввел в действие Директиву об ограничении использования определенных опасных веществ в электрическом и электронном оборудовании с 2003 года. Этот документ был дополнительно пересмотрен в 2012 году. Что касается стран Западных Балкан, то в 2010 году Северная Македония приняла Закон о батареях и аккумуляторах, за которым в 2012 году последовал Закон об управлении электрическим и электронным оборудованием. Сербия регулирует обращение с особым потоком отходов, включая электронные отходы, в соответствии с Национальной стратегией обращения с отходами (2010-2019). Черногория приняла Закон о льготах в отношении электронных отходов с целью сбора 4 кг этих отходов ежегодно на человека до 2020 года. Правовая база Албании основана на проекте закона об отходах электрического и электронного оборудования от 2011 года, в котором основное внимание уделяется проектированию электрического и электронного оборудования. Вопреки этому, в Боснии и Герцеговине до сих пор отсутствует закон, регулирующий электронные отходы.
По состоянию на октябрь 2019 года 78 стран по всему миру разработали политику, законодательство или специальные нормативные акты, регулирующие электронные отходы. Однако нет четких указаний на то, что страны соблюдают эти правила. В таких регионах, как Азия и Африка, проводится политика, которая не является юридически обязательной, а скорее носит рекомендательный характер. Следовательно, это создает проблему, заключающуюся в том, что политика обращения с электронными отходами еще не полностью разработана в глобальном масштабе по странам.

### Законодательство Европейской комиссии о батареях и аккумуляторах (Директива по батареям)

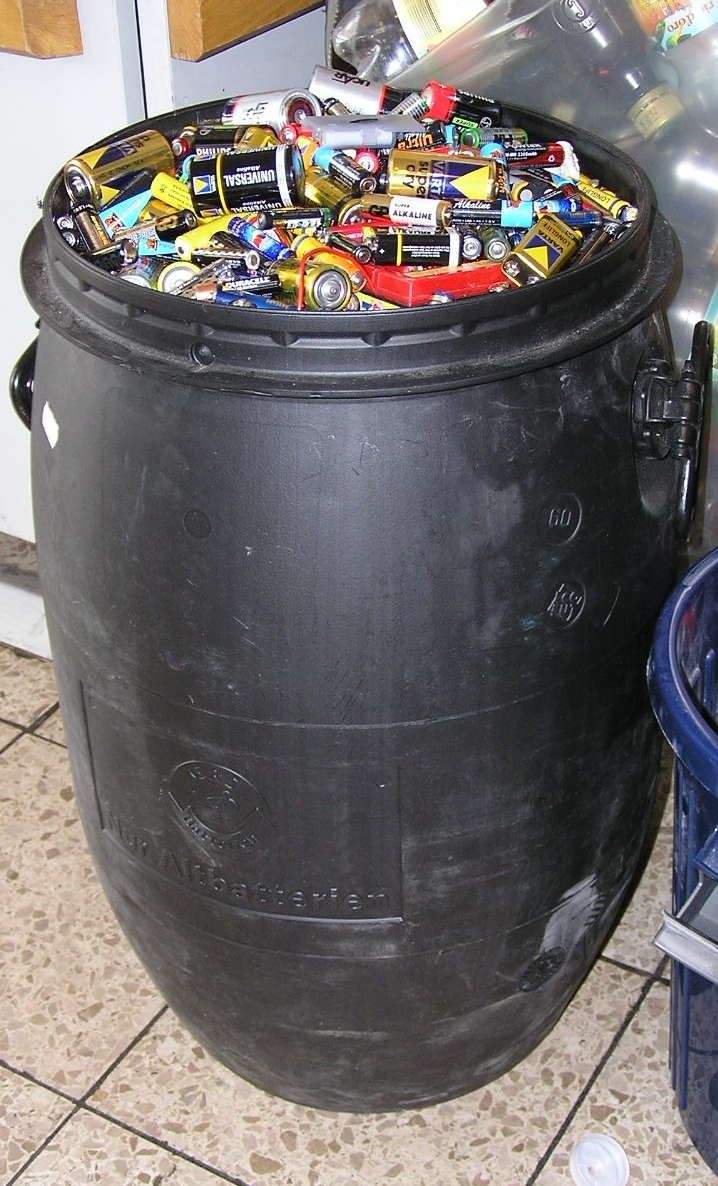
Батарейки для переработки

Каждый год ЕС сообщает о почти 800 000 тонн автомобильных аккумуляторов, промышленных аккумуляторах объемом около 190 000 тонн и потребительских аккумуляторах объемом около 160 000 тонн, поступающих в европейский регион. Эти батареи являются одним из наиболее часто используемых продуктов в бытовой технике и других продуктах с питанием от батарей в нашей повседневной жизни. Важный вопрос, который необходимо рассмотреть, заключается в том, как эти аккумуляторные батареи собираются и перерабатываются ли должным образом, что может привести к выбросу опасных материалов в окружающую среду и водные ресурсы. Как правило, многая часть этих батарей и аккумуляторов / конденсаторов могут быть переработаны без выброса этих опасных материалов в окружающую среду и загрязнения наших природных ресурсов. Европейская комиссия выпустила новую Директиву по контролю за отходами от батарей и аккумуляторов, известную как "Директива по батареям", направленную на улучшение процесса сбора и переработки отходов аккумуляторных батарей и контроль воздействия отходов от аккумуляторных батарей на окружающую среду. Эта Директива также осуществляет надзор и управление внутренним рынком путем осуществления необходимых мер. Эта Директива ограничивает производство и сбыт батарей и аккумуляторов, которые содержат опасные материалы и вредны для окружающей среды, их трудно собирать и перерабатывать. Директива по батареям направлена на сбор, переработку и другие мероприятия по переработке батарей и аккумуляторов, а также на утверждение этикеток на батареях, которые являются экологически нейтральными. 10 декабря 2020 года Европейская комиссия предложила новый регламент (Регламент по батареям) об отходах аккумуляторных батарей, целью которого является обеспечение того, чтобы батареи, поступающие на европейский рынок, были пригодными для вторичной переработки, устойчивыми и неопасными.
Оценка Директивы 2006/66/EC (Директива по батареям): Пересмотр Директив может основываться на процессе оценки, учитывая факт увеличения использования батарей с увеличением числа коммуникационных технологий, бытовой техники и других небольших продуктов, работающих на батарейках. Увеличение спроса на возобновляемые источники энергии и переработку продуктов также привело к инициативе "Европейский альянс аккумуляторных батарей (European Batteries Alliance - EBA)", целью которой является контроль за всей цепочкой создания стоимости производства более совершенных батарей и аккумуляторов в Европе в соответствии с этим новым законом о политике. Хотя принятие процесса оценки получило широкое признание, возникло несколько проблем, в частности, управление и мониторинг использования опасных материалов при производстве аккумуляторов, сбор отходов аккумуляторных батарей, переработка отходов аккумуляторных батарей в рамках Директивы. Процесс оценки определенно дал хорошие результаты в таких областях, как контроль за ущербом окружающей среде, повышение осведомленности о вторичной переработке, многоразовых батареях, а также повышение эффективности внутренних рынков.
Тем не менее, существует несколько ограничений в реализации Директивы по батареям в процессе сбора отходов батарей и извлечения из них пригодных для использования материалов. Процесс оценки проливает некоторый свет на пробелы в этом процессе внедрения и сотрудничества, технические аспекты процесса и новые способы использования усложняют его реализацию, и эта Директива поддерживает баланс с технологическими достижениями. Правила и руководящие принципы ЕС сделали процесс оценки более эффективным в положительном смысле. Участие ряда заинтересованных сторон в процессе оценки, которых приглашают и просят высказать свои мнения и идеи по улучшению процесса оценки и сбора информации. 14 марта 2018 года заинтересованные стороны и члены ассоциации приняли участие, чтобы предоставить информацию о своих выводах, поддержать и расширить процесс оценки Дорожной карты.